# Nîmes
Nîmes is een stad in de regio Occitanie (Frankrijk) en de prefectuur van het departement Gard.  De gemeente telde 150.444 inwoners op 1 januari 2022. Al in de Romeinse tijd was Nîmes een belangrijke stad, ruïnes en andere overblijfselen herinneren daar nog aan.

## Geschiedenis
Onder andere uit de menhir van Courbessac blijkt dat er lang voor onze jaartelling menselijke aanwezigheid en activiteit was in de omgeving van de stad. De heuvel van Mont Cavalier was de plaats van een oppidum (versterkte vesting) waaruit de stad ontstond. Meestal begint de geschiedschrijving van Nîmes met het ontstaan van Colonia Nemausensis, ten tijde van de Romeinen. Onder keizer Augustus werd het een belangrijk centrum. 
Vanaf het einde van de 3e eeuw had Nîmes te lijden onder de Germaanse invasies. In 390 werd het de zetel van het bisdom Nîmes. In 497 viel de stad in handen van de Visigoten. Hun nederlaag tegen de Franken in 507 in de Slag bij Vouillé veranderde daar niets aan. In 725 veroverden de islamitische Omajjaden de streek Septimanië, met inbegrip van Nîmes. Ze betrokken de Gallo-Romeinen en de Visigoten bij het bestuur. De stad werd geplunderd door Karel Martel en zijn broer in 736-737, maar hij bleef in moslimhanden tot de verovering door Pepijn de Korte in 752. De Karolingen sloegen een opstand neer en benoemden Radulf tot graaf, maar hij heerste over een nagenoeg ontvolkte stad. 
Na dit dieptepunt volgde een langzaam herstel. In 1096 was paus Urbanus II op bezoek om de Eerste Kruistocht te prediken. In Nîmes wijdde hij de kathedraal in. De stad maakte deel uit van entiteiten die een grote mate van zelfstandigheid genoten (Nîmes werd in de eerste helft van de 12e eeuw een gemeente bestuurd door consuls), tot het Verdrag van Meaux daar in 1229 een einde aan maakte en Lodewijk de Heilige het Graafschap Toulouse toevoegde aan de Franse Kroon. De joodse gemeenschap van Nîmes, een honderdtal families, kwam onder druk te staan na het concilie van Nîmes in 1284 en werd in 1306 verdreven door Filips de Schone.
In de 14e en 15e eeuw werd de Rhônevallei geplaagd door invallen. Hongersnood stak de kop op en godsdienstige twisten leidden tot de Hugenotenoorlogen. Nîmes werd een calvinistisch bolwerk waar vele katholieke geestelijken werden omgebracht in de Michelade van 1567. Twee jaar later grepen de hugenoten de macht. Ook epidemieën droegen bij aan de ellende. Het Edict van Nantes, dat de hugenoten in 1598 een vrijplaats gaf in Alès, maakte een einde aan de open oorlog, maar werd in 1629 weer ondergraven door koning Lodewijk XIII. In de tweede helft van de 17e eeuw kon de stad zich herstellen en brak een nieuwe bloeiperiode aan. Het Edict van Fontainebleau verbrak in 1685 de relatieve tolerantie ten aanzien van de protestanten, die te maken kregen met ingekwartierde soldaten (dragonnades). Velen vertrokken of werden camisards. Vooral in de eerstvolgende twintig jaar waren er enkele grote slachtpartijen.
Tegen de Franse Revolutie was de bevolking aangegroeid tot ongeveer 50.000. Een diepe economische crisis en de revolutionaire hervormingen deden de afgezwakte vete tussen katholieken en protestanten weer oplaaien. Een bijeenkomst van de electorale vergadering ontaardde op 13-16 juni 1790 in een vechtpartij, de zogenaamde bagarre de Nîmes, waarbij zo'n driehonderd personen de dood vonden, hoofdzakelijk katholieken. Bij de Tweede Restauratie in 1815 volgde een tijd van Witte Terreur waarin protestanten en jakobijnen werden vervolgd. Daarna kwam de stad - met een onderbreking tijdens de Julirevolutie - tot rust en kon met name de textielindustrie zich ontwikkelen. Behalve de traditionele zijde werd ook de stof denim voor jeansbroeken er geproduceerd (etymologisch afgeleid van "serge de Nîmes"). Ook de wijn- en banksectoren waren belangrijk. De stad kreeg een centrale plaats in het spoorwegnet dat rond 1840 werd aangelegd en profiteerde ook van de nieuwe afzetmogelijkheden die het Canal du Midi bracht.
In de 20e eeuw kende Nîmes forse immigratie uit Italië, Spanje en de Maghreb. De bevolking overschreed de 100.000 kort na 1960 en de 150.000 omstreeks 2015. Onder burgemeester Jean Bousquet werd in de jaren '80 en '90 geïnvesteerd in cultuur en toerisme, wat zijn vruchten afwierp maar ook een schuldenlast meebracht. Een onweersbui zorgde in 1988 voor overstromingen en schade. In de 21e eeuw probeerde Nîmes zich te onderscheiden door moderne gebouwen van sterarchitecten te integreren in de historische binnenstad, zoals het Carré d'Art, wat niet onverdeeld enthousiast werd onthaald.

## Bezienswaardigheden
Het Maison Carrée, dat wordt beschouwd als de best bewaarde Romeinse tempel, was gewijd aan de "Prinsen van de Jeugd" (de kleinzonen van de keizer).
De Arena van Nîmes werd gebouwd tussen 50-100 na Chr. en is geïnspireerd op het Colosseum in Rome. Het wordt beschouwd als – ook hier weer – het best bewaarde Romeinse amfitheater. Het is 113 bij 101 m. groot. De vloer is 70 bij 38 m. Langs buiten zijn 2 niveaus van 60 bogen elk te onderscheiden. Binnen bood deze arena plaats aan 24.000 toeschouwers verdeeld over 34 tribunes, die konden plaats nemen in 4 zones die samenhingen met het sociaal statuut van de kijkers. In de Middeleeuwen werd het verbouwd tot een versterkt dorp en had tot 1812 twee kerken, een klein kasteeltje en circa 220 huizen. Er worden stierengevechten, concerten en voorstellingen in de arena gegeven.
Aan de rand van het stadscentrum bevinden zich de Jardins de la Fontaine. Deze tuinen zijn gelegen op de Cavalierberg. Beneden, aan de zijkant van deze tuinen, bevindt zich de Tempel van Diana. Deze tempel dateert uit de 2e eeuw na Chr. en deed vermoedelijk dienst als cultureel gebouw. Hoewel beschadigd, wordt het beschouwd als een uniek overblijfsel van een historisch gebouw dat gewijd was aan de keizerlijke cultus. Op de top van de Cavalierberg bevindt zich de Tour Magne. Deze is bereikbaar met de trappen bij het park. De toren maakte deel uit van de Romeinse ringmuur en is het enig opvallend overblijfsel ervan.
In 2018 opende het Musée de la Romanité, een modernistisch museum tegenover de Arena, dat de geschiedenis van de streek met betrekking tot zijn Romeinse verleden tentoonstelt. Hier bevindt zich bijvoorbeeld het Pentheusmozaïek uit de 2e eeuw.
Daarnaast bevinden zich in Nîmes:
- romaanse kathedraal Notre-Dame-et-Saint-Castor
- Place du Marché
- Romeins verdeelbekken, castellum divisorium genaamd, waar het water uit het aquaduct in uitkwam
- Romeinse steengroeve van Barutel
- diverse musea zoals:
  - Carré d'Art, museum van hedendaagse kunst
  - Musée du Vieux Nîmes, over het leven in Nîmes vanaf het einde van de Middeleeuwen; het museum is ondergebracht in het voormalig bisschoppelijk paleis.
  - Musée des Cultures Taurines
  - Archeologisch Museum
  - Natuurhistorisch Museum Chapelle des Jésuites
  - Museum van Schone Kunsten
  - Planetarium
- Hôtel Novi de Caveirac, ook bekend als tentoonstellingsruimte Espace Chouleur
- Paleis van Justitie, naast de Romeinse arena
- Hôtel de préfecture van het departement Gard
- Lyceum Alphonse Daudet, tegenover de Romeinse arena
- Nemausus 1, een sociale-woningbouwproject (1985-1987) van Jean Nouvel

Niet ver buiten Nîmes staat bovendien het Romeinse aquaduct Pont du Gard

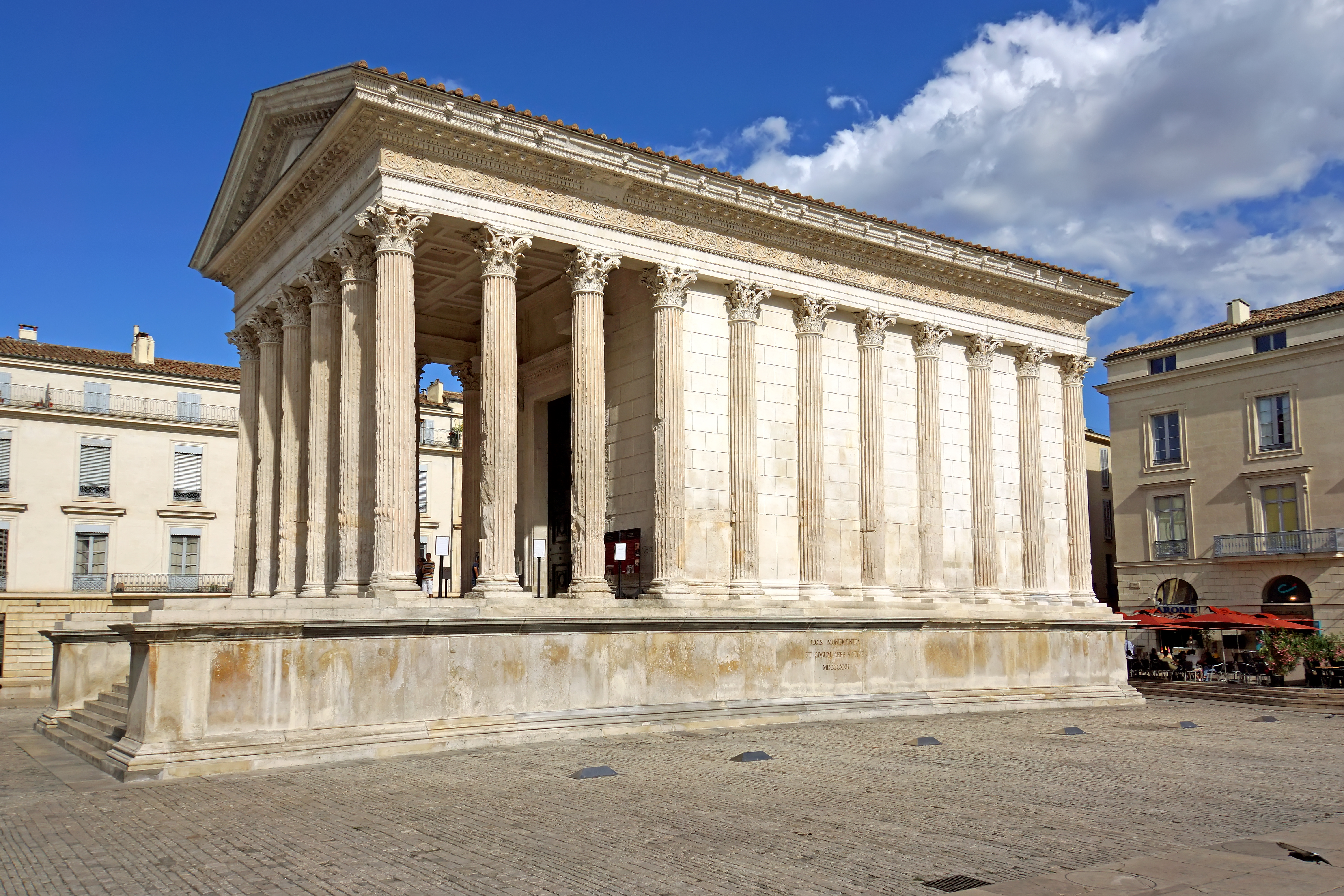
Maison Carrée
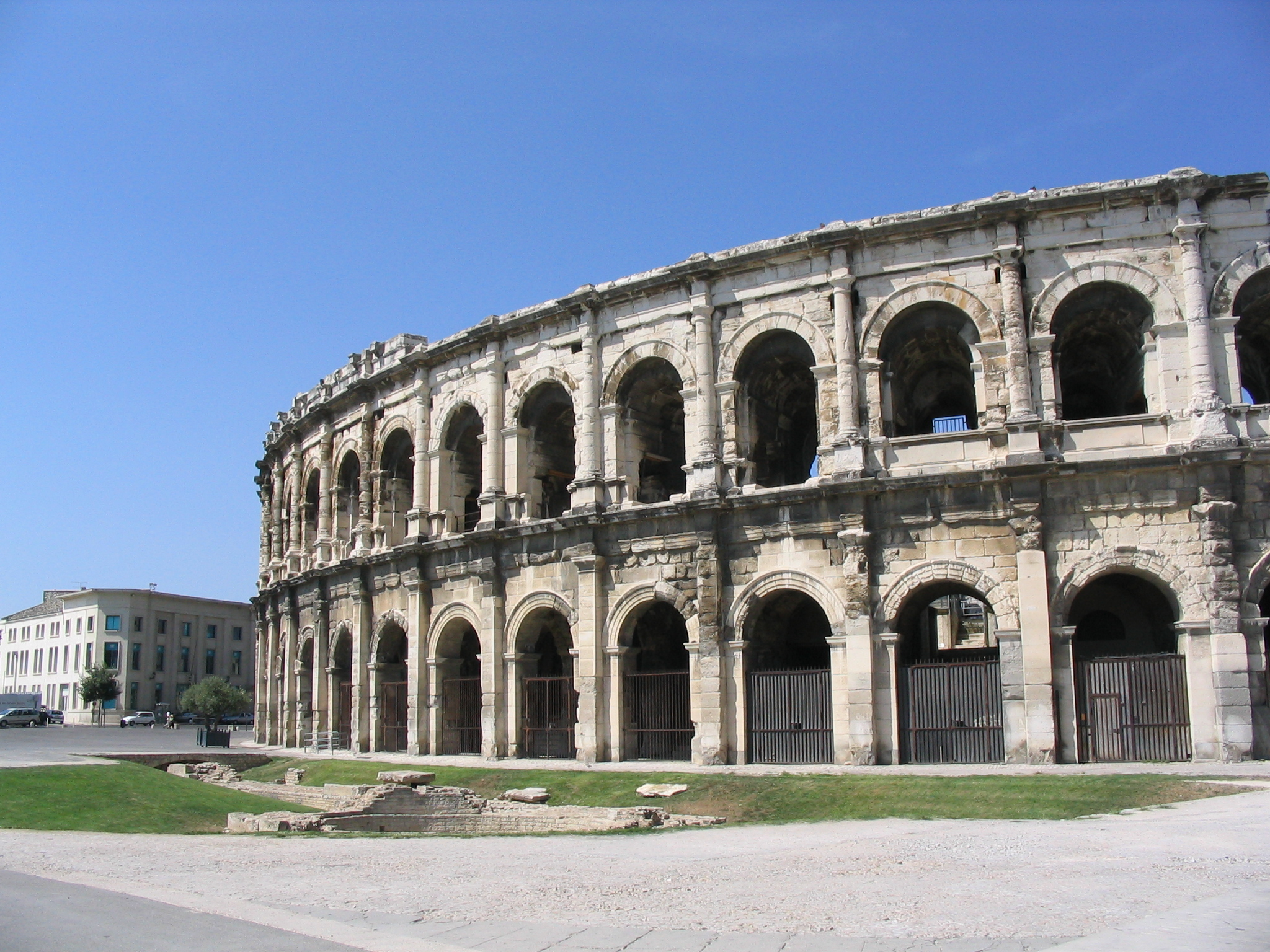
Romeins amfitheater van Nîmes
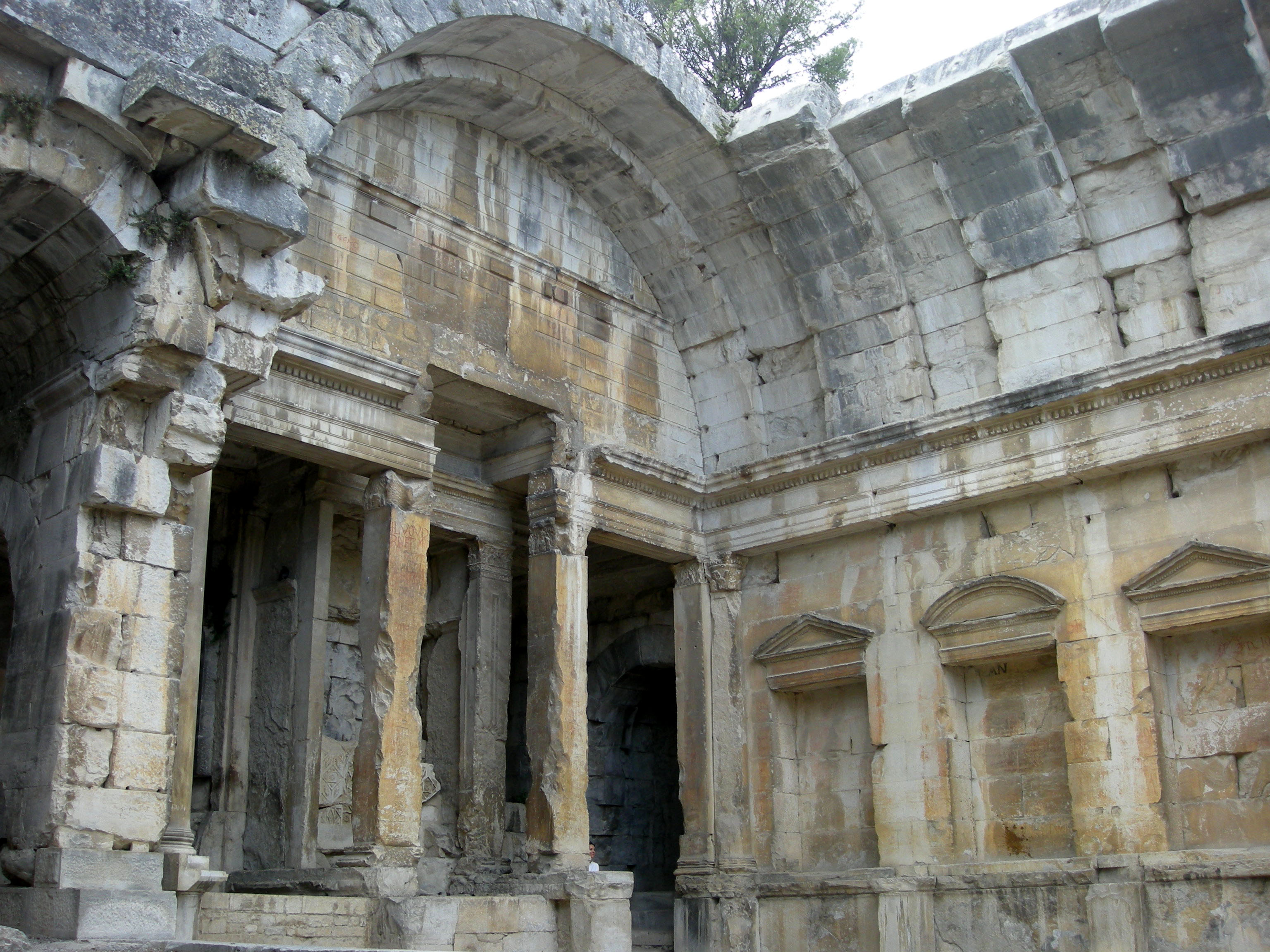
Tempel van Diana
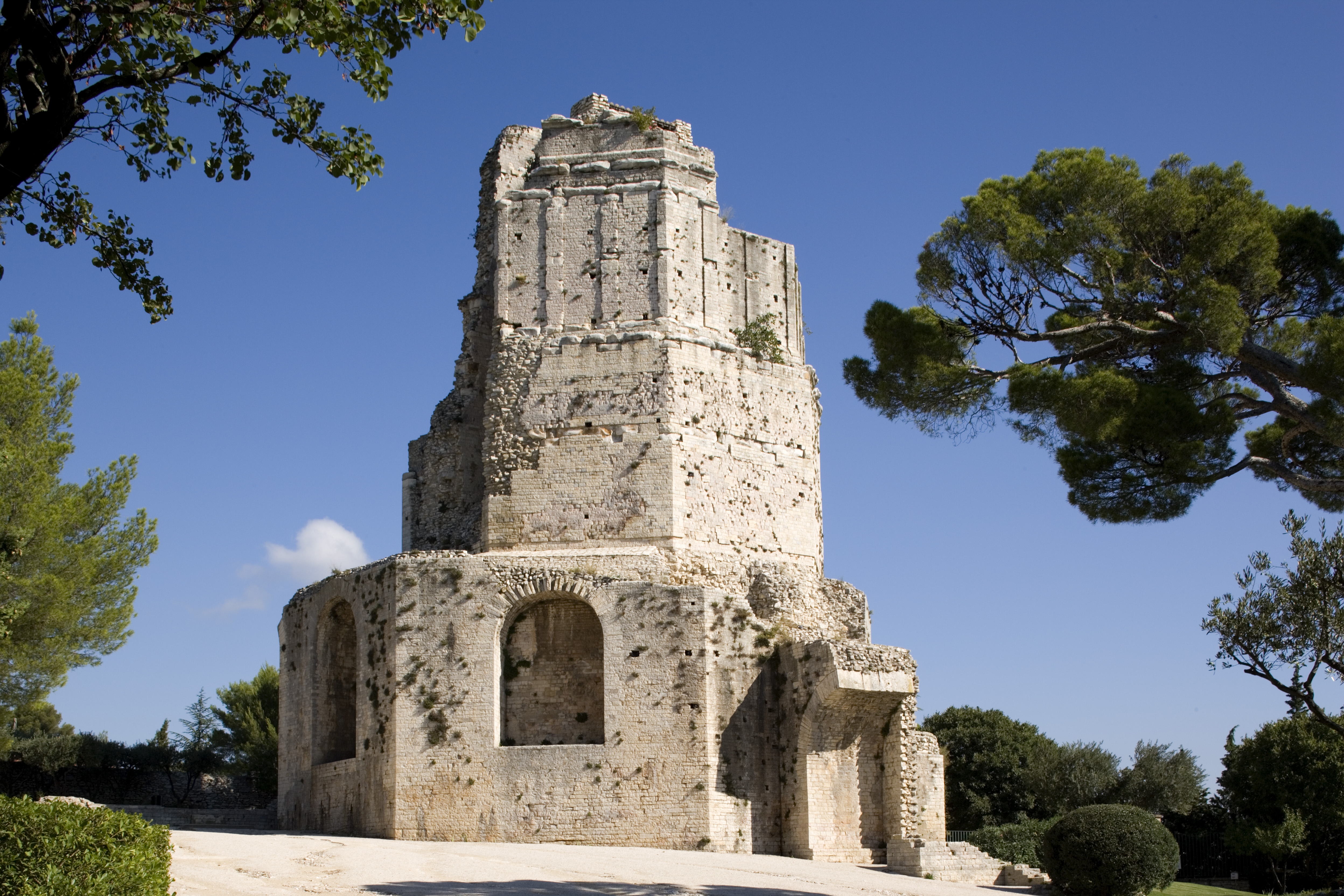
Tour Magne

## Geografie
De oppervlakte van Nîmes bedroeg op 1 januari 2022 161,85 vierkante kilometer; de bevolkingsdichtheid was toen 929,5 inwoners per km².
De onderstaande kaart toont de ligging van Nîmes met de belangrijkste infrastructuur en aangrenzende gemeenten.

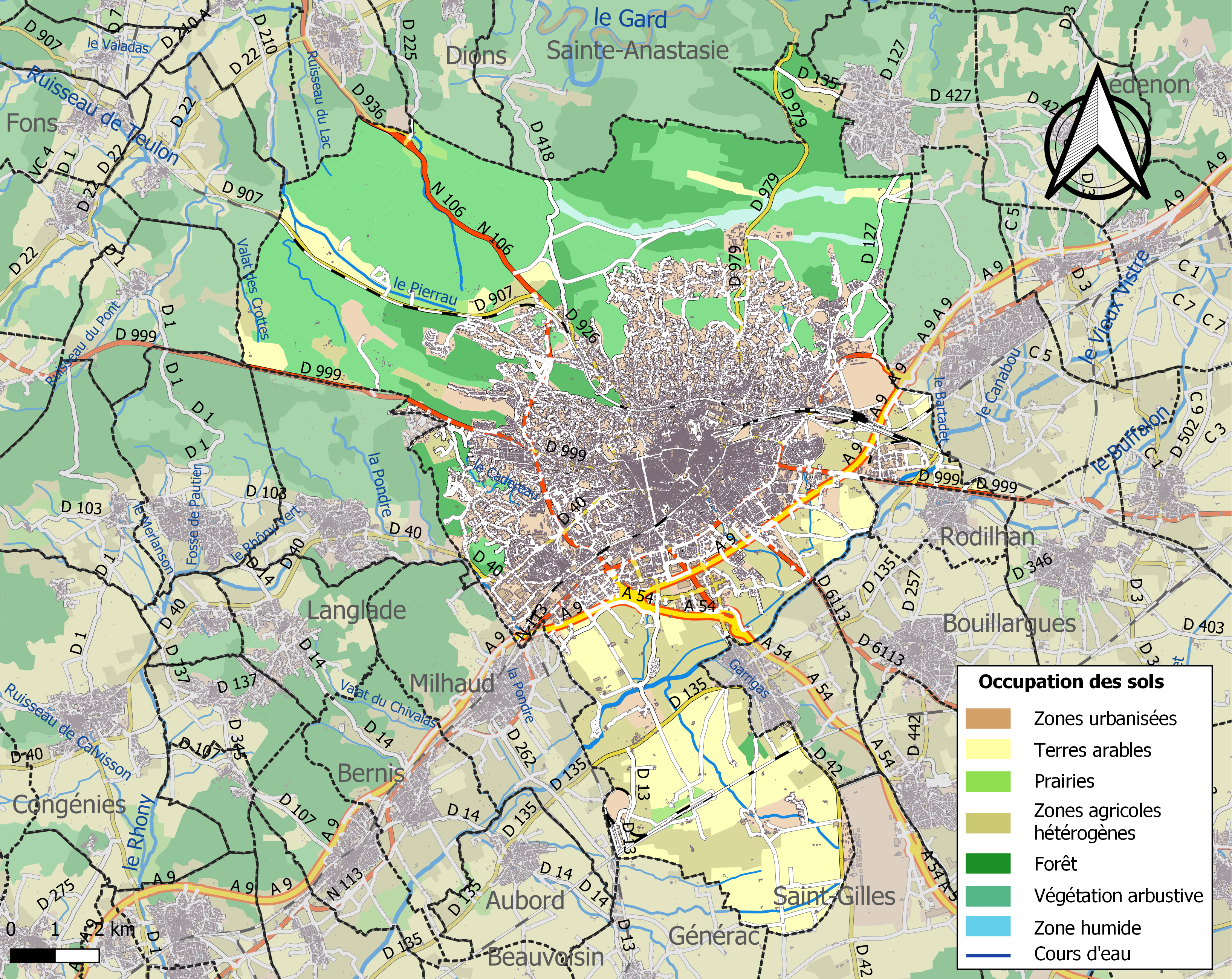

## Demografie
Onderstaande figuur toont het verloop van het inwonertal (bron: INSEE-tellingen).

## Verkeer en vervoer
Nîmes ligt niet ver van Avignon en Montpellier, en is bereikbaar via de autoroute A9 en A54 en de hoofdspoorlijn Avignon - Montpellier.
In de gemeente ligt spoorwegstation Nîmes en aan de hogesnelheidslijn is er het station Nîmes-Pont-du-Gard dat ongeveer 14 kilometer van de stad ligt.

## Sport
Nîmes Olympique is de professionele voetbal club van Nîmes en speelt in het Stade des Costières. Nîmes Olympique speelde vele seizoenen in Ligue 1, het hoogste Franse niveau. 
In 2017 startte de wielerkoers Ronde van Spanje 2017 met een ploegentijdrit in Nîmes. Het Amerikaanse BMC Racing Team won de ploegentijdrit. Het was de eerste keer dat de Ronde van Spanje in Frankrijk startte. Daarnaast was Nîmes 20 keer etappeplaats in de Ronde van Frankrijk. Dit was voor het eerst in 1905 en voorlopig voor het laatst in 2024 het geval, toen de Belg Jasper Philipsen er in de massasprint won.

## Geboren in Nîmes

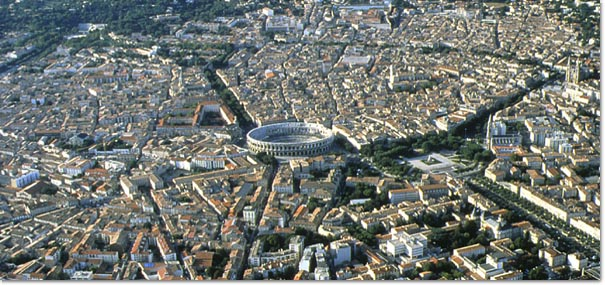
Overzicht Nimes

- Jean Nicot (1530–1604), ambassadeur in Portugal
- Claude Brousson (1647-1698), advocaat, hugenoot en martelaar van de Woestijnkerk
- Louis-François de Vivet de Montclus (1687-1755), bisschop van Saint-Brieuc en van Alès
- Antoine Court de Gébelin (1725-1784), geleerde, filoloog en prozaschrijver
- Étienne Ozi (1754–1813), componist en muziekpedagoog
- Jean Pierre Solié (1755–1812), componist, cellist en zanger
- François Guizot (1787–1874), minister-president, liberaal politicus en historicus
- Eugène Durieu (1800–1874), pionier van de fotografie
- Eugène Flachat (1802–1873), ingenieur
- Ferdinand Poise (1828–1892), componist
- Henri-Jacques Espérandieu (1829-1874), architect
- Alphonse Daudet (1840-1897), schrijver van o.a. Lettres de mon moulin en Tartarin de Tarascon
- Gaston Darboux (1842–1917), wiskundige
- Gabriel Ferrier (1847–1914), portretschilder en oriëntalist
- Emmanuel Boileau de Castelnau (1857–1923), bergbeklimmer
- Gaston Milhaud (1858–1918), filosoof, wiskundige en wetenschapshistoricus
- Bernard Lazare (1865-1903), literair criticus, politiek journalist, publicist, anarchist en polemist
- Henry Bataille (1872-1922), schrijver en dichter
- Marguerite Long (1874-1966), pianiste
- Henri Donnedieu de Vabres (1880-1952), hoogleraar en rechter tijdens de Processen van Neurenberg
- Auguste Chabaud (1882-1955), schilder en beeldhouwer
- Jean Paulhan (1884-1968), schrijver
- André Chamson (1900-1983), schrijver
- Marc Bernard (1900-1983), schrijver
- Carlo Rim (1902-1989), schrijver, scenarist en filmregisseur
- Élisabeth Barbier (1911-1996), schrijfster
- Robèrt Lafont (1923-2009), taalkundige, schrijver, historicus en politicoloog
- Claude Régy (1923–2019), theaterregisseur
- Frédérique Hébrard (1927-2023), schrijfster en actrice
- Jean Carrière (1928-2005), schrijver
- Bernadette Lafont (1938-2013), actrice
- David B. (9 februari 1959), stripauteur
- Manuel Amoros (1962), voetballer
- Pauline Lafont (1963-1988), actrice
- Jean François Remesy (1964), golfprofessional
- Michel Pastre (1966), jazzsaxofonist
- Isabelle Blanc (1975), snowboardster
- Cyril Jeunechamp (1975), voetballer
- Adrien Hardy (1978), roeier
- Adil Hermach (1986), Marokkaans voetballer
- Jonathan Dasnières de Veigy (1987), tennisspeler
- Nassim Lyes (1988), acteur
- Yannick Agnel (1992), zwemmer
- Renaud Ripart (1993), voetballer
- Anthony Ribelin (1996), voetballer
- Irvin Cardona (1997), voetballer
- Sofiane Alakouch (1998), Frans-Marokkaans voetballer
- Nicola Marcerou (2002), wielrenner

## Stedenbanden
Nîmes heeft met de volgende steden stedenbanden:
- Braunschweig (Duitsland)
- Frankfurt (Oder) (Duitsland)
- Córdoba (Spanje)
- Meknes (Marokko)
- District van Praag: Praag 1 (Tsjechië)
- Preston (Verenigd Koninkrijk)
- Risjon Letsion (Israël)
- Verona (Italië)